# 大冢宫子
大冢宫子（日语：／ Ōtsuka Miyako，1953年2月21日—），日本女子篮球运动员。她曾随日本国家队参加了1976年夏季奥林匹克运动会女子篮球比赛，最终队伍获得第五名。